# Pedro de Sintra
Pedro de Sintra, také Pêro de Sintra (15. století, Lagos, Portugalsko – ? Guinea) byl portugalský mořeplavec a objevitel epochy Jindřicha Mořeplavce. Byl jedním z prvních Evropanů, který prozkoumal západní pobřeží Afriky. Kolem roku 1462 plul k ostrovu Bissagos a pak dále na jih, kde objevil pobřeží dnešní Guineje a pohoří, které nazval Sierra de Leoa (Hřbet lvice – odtud název dnešního státu Sierra Leone). Při další expedici doplul dále na jih k pobřeží, které nazval Pepřovým pobřežím, dnes zde leží území Libérie a kolem pobřeží dnešního Beninu doplul až k mysu Palmas nedaleko rovníku. Tím završil své objevy a proplul více než 1000 km neznámým pobřežím západní Afriky.